# サバイバーショット
サバイバーショット（SURVIVOR SHOT）は、1987年にトミー（現・タカラトミー）から発売された玩具（赤外線光線銃）。またはその後、発売されたシリーズの総称。

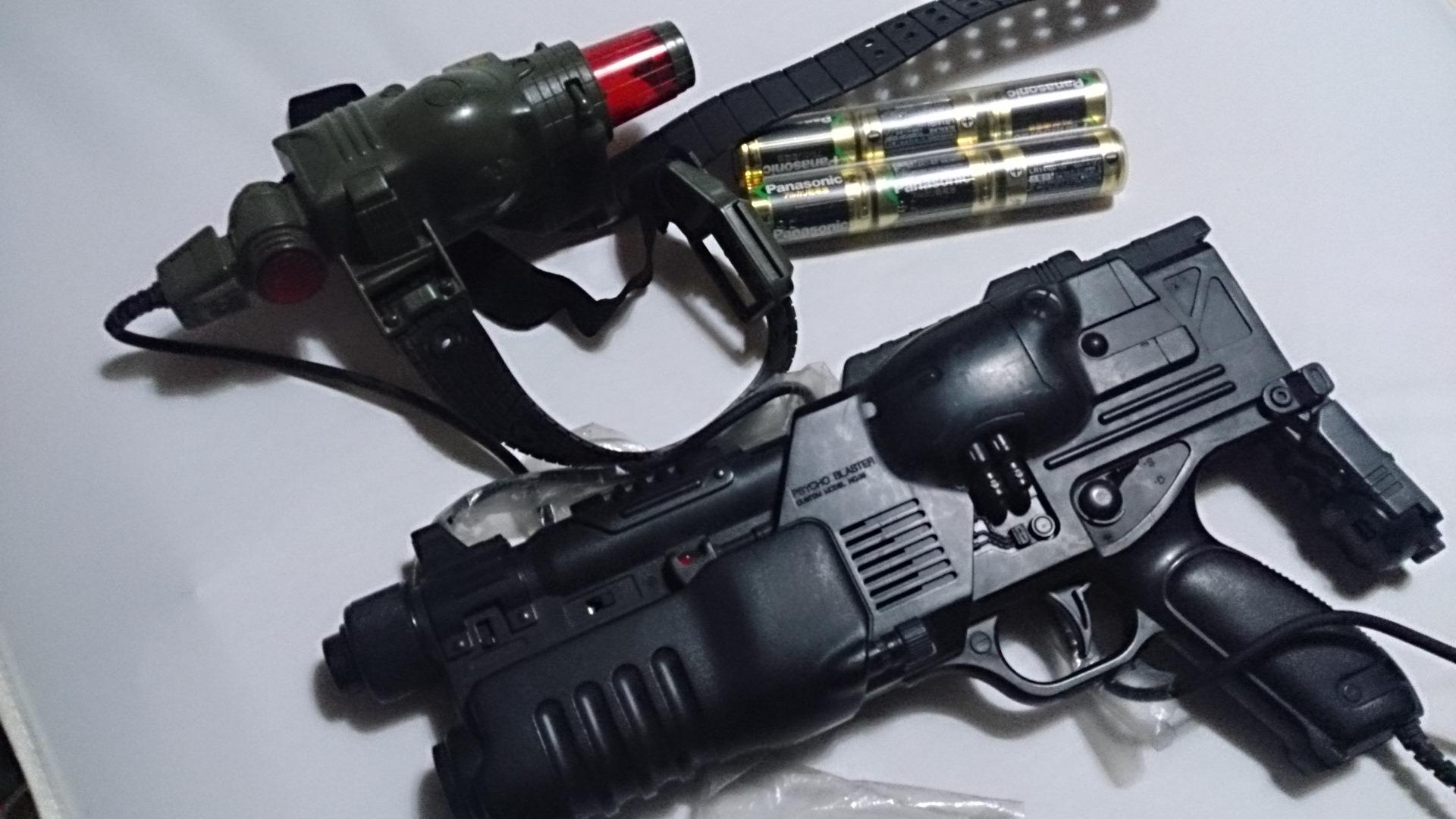
初期型のサバイバーショット

## 概要
サバイバーショットは赤外線をつかった光線銃で、一人用のセットと、二人で遊ぶための一人用セット2つを1パッケージに収めたものが発売されている。
一人用のセットは、「サイコブラスター」と呼ばれる赤外線銃と「サイココンバーター」と呼ばれるセンサーのセットで成り立つ。サイココンバーターは頭にバンドで装着し、銃本体とはケーブルで接続されている。このサイココンバーターが、赤外線銃から放たれる赤外線を感知すると命中したことになる。
サイココンバーターは銃から発射された赤外線を感知すると振動し、装着者に命中したことを体感的に知らせる。エアソフトガンとBB弾のように物理的な弾を用いることなく、手軽に模擬銃撃戦（サバイバルゲーム）を行うことができる。また複数のセットを同時に利用して、二人以上が2チームに別れ、模擬銃撃戦を行うこともでき、この玩具の遊び方として集団で撃ち合いをして遊ぶことも可能である。対象年齢は8歳以上となっており、エアソフトガンのように至近距離から撃たれても実害がない点で安全なサバイバルゲームを行える玩具となっている。
発売以降いくつかの新モデルが発売されていて、当初では単純に銃から発射される直線的な赤外線のビームで相互に撃ち合うだけだったが、後年のモデル「サバイバーショットリボルブ」では赤外線が届く距離は短くなるが照射範囲は広がるワイドモードや連続発射回数を制限する「リロード」、照準に伴う「ロックオン」などの要素も追加され、遊びに新しいルールを設けよりゲーム感覚を高めた製品も登場している。
なお一人遊びにも対応し、サイココンバータを離れたところに置いて、射撃を楽しむことも可能となっている。

## シリーズ
- 赤外線光線銃 サバイバーショット（1987年）
- サバイバーショット リボルブ（2003年6月26日）
- サバイバーショット コマンドブラスター（2004年8月5日）
- サバイバーショット リボルブNEW MK-II（2004年11月18日）
- サバイバーショット リボルブNEW（2004年11月25日）
- サバイバーショット パワードコンパクト（2006年4月1日）